# Krasukha

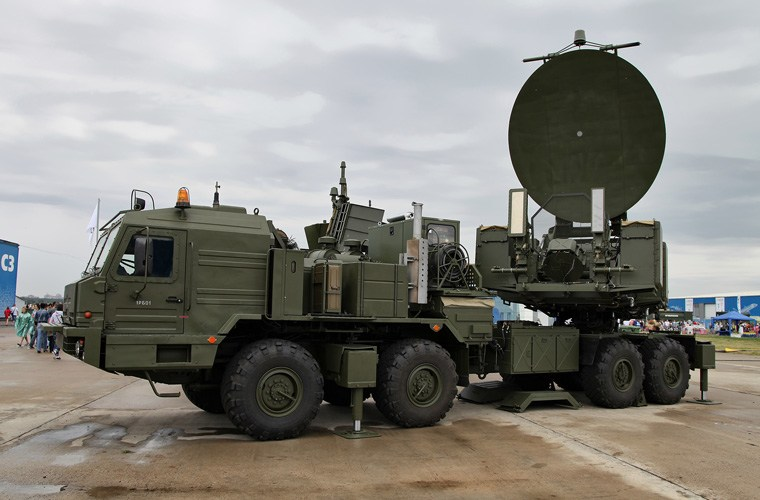
Krasukha-2 sur véhicule porteur BAZ-6910

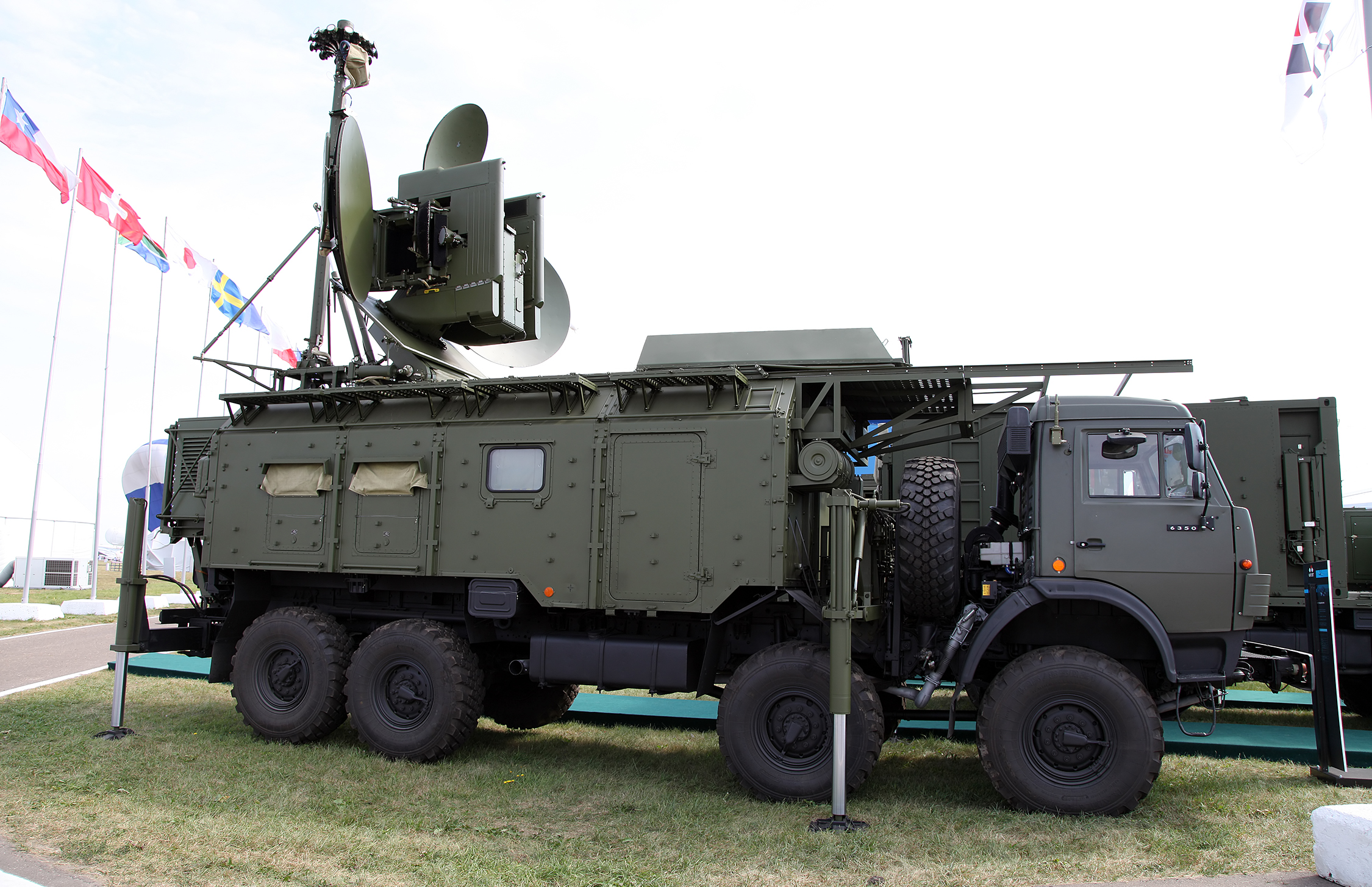
Krasukha-4 sur véhicule porteur KamAZ-6350

Le Krasukha (en russe : Красуха, Krassoukha, mot qui désigne la belladone) est un dispositif de guerre électronique russe développé pour contrer les radars ennemis et les systèmes de missiles antiaériens. Il est conçu pour brouiller les communications électroniques en créant des interférences et des perturbations, rendant ainsi les systèmes de défense ennemis incapables de détecter et de suivre les avions et les missiles.
Le système Krasukha est équipé de plusieurs antennes et modules de brouillage qui sont montés sur des véhicules militaires. Il est considéré comme l'un des systèmes de guerre électronique les plus avancés au monde et est largement utilisé par les forces armées russes. Il a été introduit en 2014 dans l'armée russe.

## Description
Le Krasukha-2 utilise le véhicule porteur BAZ-6910. Le Krasukha-4 utilise le véhicule porteur KamAZ-6350. Il est prévu pour brouiller les équipements de détection des avions américains AWACS jusqu'à 250 km,. Le Krasukha-2 est également capable de brouiller les missiles à guidage radar. Le système donne aux missiles une autre cible que celle désignée afin qu'elle ne présente plus de danger. Le Krasukha-2 est également destiné à protéger les lanceurs de missiles balistiques à courte portée 9K720 Iskander.

## Composition
Le système Krasukha est composé des éléments suivants:
1. Véhicule de commandement : Il est équipé d'un système de commande et de contrôle qui permet de gérer les opérations du système Krasukha.
2. Module d'analyse : Il est conçu pour détecter et analyser les signaux électroniques ennemis, en identifiant leur fréquence et leur puissance, et en déterminant le type d'équipement utilisé par l'ennemi.
3. Module de brouillage : Il est équipé d'antennes et de modules de brouillage pour perturber les signaux ennemis, en créant des interférences et des perturbations sur une large gamme de fréquences radio et radar.
4. Module de génération : Il produit des signaux de brouillage pour les transmettre aux antennes de brouillage.
5. Module d'alimentation : Il fournit de l'énergie électrique aux autres modules du système.
6. Camions de soutien logistique : Ils sont utilisés pour transporter les équipements, ainsi que pour effectuer des opérations de maintenance sur les véhicules et les équipements de la batterie.

À terme, ses versions 2 et 4 seront remplacées, tout comme le système Moskva-1, par le système Divnomorye qui a commencé ses essais dans l'armée russe en 2018.

## Variantes
- Krasukha-2 : Mise en service en 2012, sa portée de détection des radars de conduite de tir serait de 150 km et de 300 km pour les radars de veille.
- Krasukha-4 : Mise en service en 2014, sa portée de détection des radars de conduite de tir serait de 300 km et de 1 500 km pour les radars de veille[4],[5]. Il pourrait brouiller les satellites en orbite basse (low earth orbit) ainsi que causer des dommages permanents aux appareils électroniques soumis à son action et réduire, significativement les avantages des avions de 5e génération[6].
- Krasukha-SV : Mise en service en 2018.

## Utilisation et déploiement opérationnel

### Guerre en Syrie
Le système a été déployé en Syrie.

### Guerre en Ukraine
Le 1RL257 Krasukha-4 est utilisé durant le début de l'invasion de l'Ukraine par la Russie en 2022, au cours de laquelle un centre de commandement a été retrouvé abandonné. On apprend en mars 2022, qu'il est envoyé auprès de l'armée américaine pour examen,.

## Utilisateurs
- Russie
- Arabie saoudite[11]
- Algérie[12]
- Iran[13]
- Serbie[14]
- Libye[15]